# اچ‌ام‌اس فرتنهام (ام۲۷۱)
اچ‌ام‌اس فرتنهام (ام۲۷۱) (به انگلیسی: HMS Frettenham (M2701)) یک کشتی بود که طول آن ۱۰۶ فوت ۶ اینچ (۳۲٫۴۶ متر) بود. این کشتی در سال ۱۹۵۴ ساخته شد.